# Sweeney wśród słowików
Sweeney wśród słowików (ang. Sweeney among the Nightingales) – wiersz T.S. Eliota z tomu Poems z 1920. Utwór przedstawia charakterystyczne cechy współczesnego świata, chłód, bezduszność i tchórzostwo. Został napisany typową dla Eliota techniką zestawiania określonych zjawisk z ich obrazem ukazanym w klasycznych dziełach literackich. Jest ułożony wierszem regularnym, zasadniczo jambicznym czterostopowym, ujętym w strofy czterowersowe (strofa ambrozjańska). Poeta kontrastuje komiczną teraźniejszość z tragiczną przeszłością, przywołując postacie mitologiczne, jak Agamemnon i Filomela. Bohaterem utworu jest Apeneck Sweeney. Pojawia się on również w innych utworach poety, w tym w nieukończonym dramacie Sweeney Agonistes.
Utwór przełożył na język polski Artur Międzyrzecki.